# شرق آسیا

شرق آسیا

شرق آسیا یا خاور آسیا یا آسیای شرقی یا آسیای خاوری منطقه‌ای از آسیا است که بر پایهٔ جغرافیا یا فرهنگ تعریف می‌شود. از دید جغرافیایی این منطقه شامل کشورهای چین، مغولستان، کره (شمالی و جنوبی)، تایوان، ژاپن و مناطق خودمختار هنگ کنگ و ماکائو ۱۲ میلیون کیلومترمربع یا ۲۶٫۵٪ از خاک قارهٔ آسیا را شامل می‌شود که تقریباً ۱۴ درصد بزرگ‌تر از مساحت کل قاره اروپا است.
بیش از ۱/۵ میلیارد نفر در این منطقه از جهان زندگی می‌کنند که حدود ۳۸٪ جمعیت آسیا و ۲۲٪ یا بیش از یک‌پنجم جمعیت جهان است. این منطقه با تراکم جمعیتی ۱۳۳ نفر در هر کیلومتر مربع در قیاس با میانگین جهانی ۴۵ نفر در هر کیلومتر مربع (سه برابر) یکی از پرجمعیت‌ترین مناطق جهان به‌شمار می‌رود. در این بین، مغولستان کمترین تراکم جمعیتی را دارد. البته بیشتر این جمعیت در مناطق ساحلی متمرکز است کما این که مغولستان و نواحی غربی از تراکم جمعیت بسیار پایینی برخوردار هستند به گونه‌ای که مغولستان کم‌تراکم‌ترین و خلوت‌ترین کشور مستقل جهان به حساب می‌آید.
از منظر تاریخی بسیاری از جوامع شرق آسیا بخشی از دایرهٔ فرهنگ چینی بوده‌اند و واژگان و خط آسیای شرقی بیش‌تر مربوط به زبان چینی باستان و خط چینی هستند. ادیان عمده شامل بودیسم، کنفوسیانیسم یا نوکنفوسیانیسم، تائوگرایی، ادیان قومی چین، شینتو در ژاپن، شمنیسم کره است. این ترکیب از زبان، فلسفهٔ سیاسی و دین (همراه با هنر، معماری، مراسم‌ها و غیره)، با ساختار جغرافیایی آسیای شرقی در بیش‌تر نقاط مشترک است.
شرق آسیا عبارت نوین برای نام سنتی «شرق دور» است که جایگاه جغرافیایی منطقه را نسبت به اروپا تا به خود آسیا می‌سنجد.

## کشور های شرق آسیا
- چین
- مغولستان
- تایوان
- ژاپن
- کره شمالی
- کره جنوبی
- هنگ کنگ
- ماکائو

## تاریخ
سلسله‌های حکومتی چینی مدت طویلی بر امور فرهنگی، تجارتی و نظامی منطقه سیطره داشته‌اند به گونه‌ای که شواهد به دست آمده نشان می‌دهد حکام ژاپن و کره نیز به آن‌ها خراج پرداخت می‌کرده‌اند. نشان‌هایی نیز از تبادلات فرهنگی بین چینی‌ها و قدرت‌های منطقه‌ای و همسایه‌ها وجود دارد.
از زمانی که ارتباطات با دنیای غرب قوت پیدا کرد، قدرت چینی‌ها شروع به اضمحلال نمود. در همین زمان ژاپن که از زیر یوغ چینی‌ها خارج شده بود، جایگاه خود را به عنوان کشوری مستقل تثبیت کرد. در جریان جنگ جهانی دوم کره، تایوان، بیشتر شرق چین، هنک کنگ و ویتنام به کنترل ژاپنی‌ها درآمد. با شکست ژاپن در این جنگ کره مستقل شد و پس از شکست جمهوری خواهان از کمونیست‌ها در چین، تایوان به عنوان جمهوری چین تشکیل گردید.

## پادشاهان بزرگ
از فرمانروایان بزرگ در شرق آسیا میتوان به ،چنگیز خان مغول از مغولستان،تای زونگ از تانگ،سجونگ کبیر از چوسان و امپراتور گوانگ‌گه‌تو بزرگ از گوگوریو نام برد که کره را به بزرگترین حد خود رساند.

## نگارخانه

مقایسه وسعت امپراتوری‌های شرق آسیا
نقشه طبقه‌بندی اقلیمی کوپن از شرق آسیا
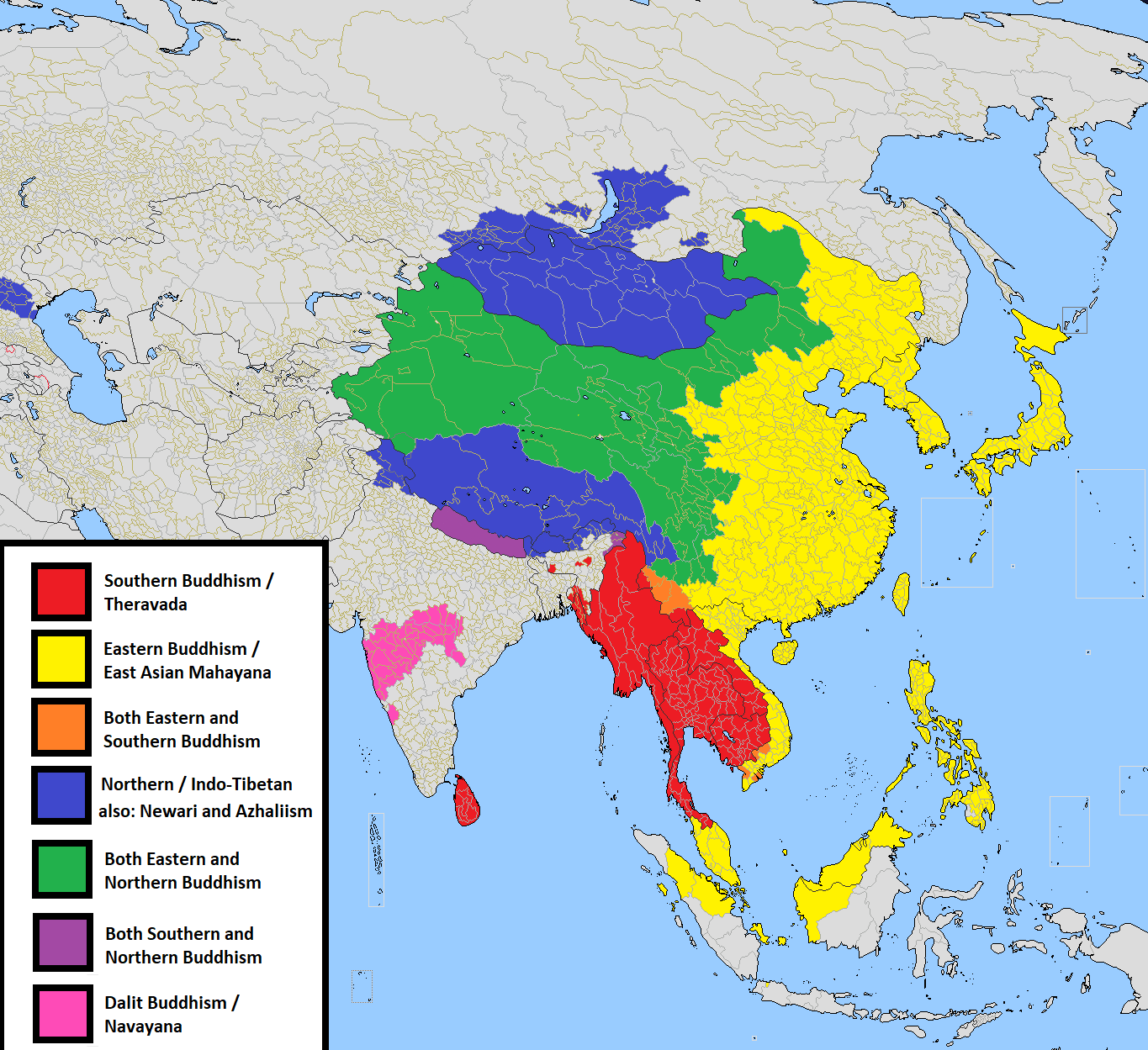
بودیسم در شرق آسیا
حوزه فرهنگی شرق آسیا
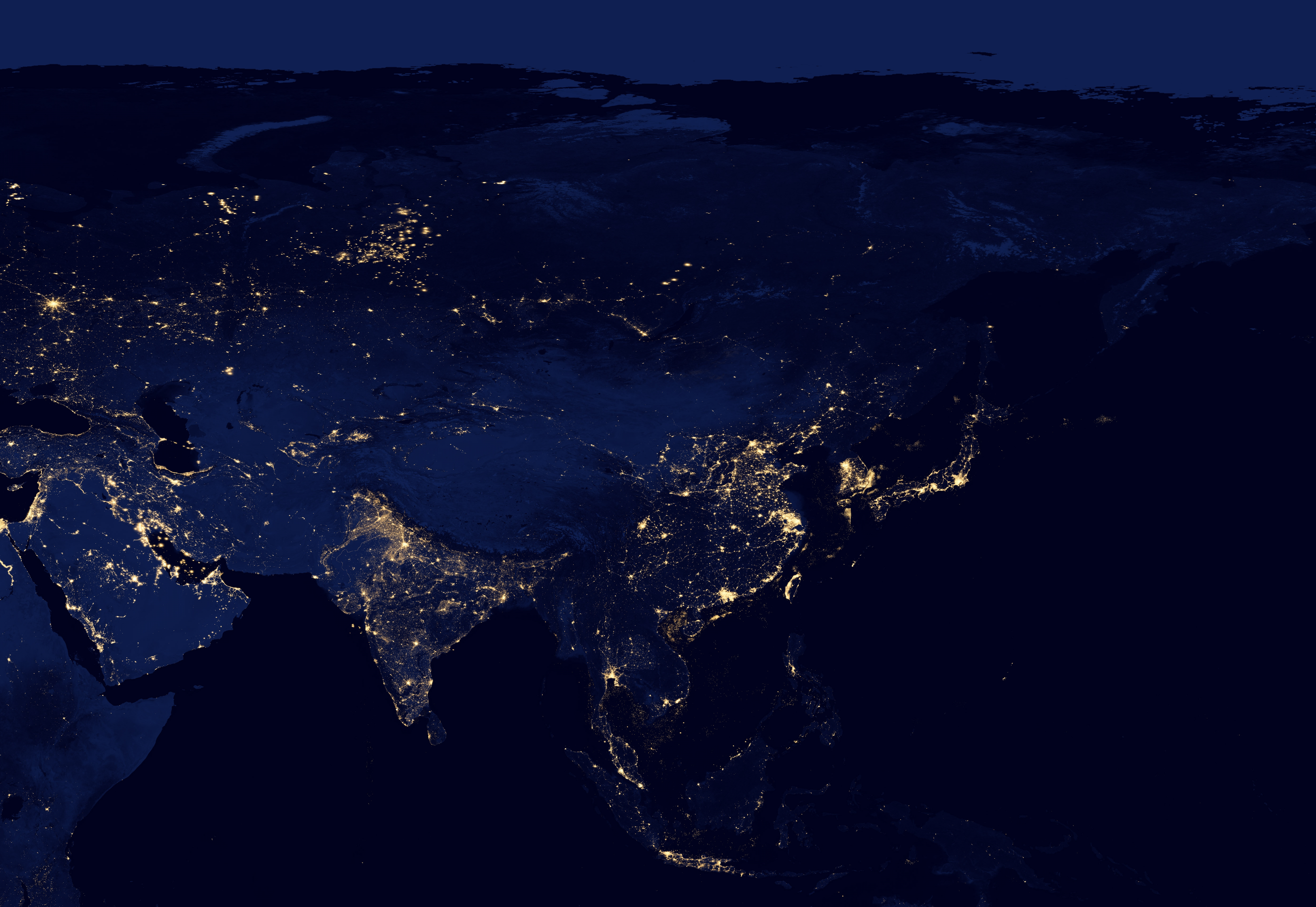
تصویربرداری ماهواره‌ای از شرق آسیا در شب